# هولي ستار
هولي ستار (بالإنجليزية: Holly Starr)‏ هي كاتبة أغاني وملحنة أمريكية، (ولدت في Doos ‏ في ألمانيا 1990  م).

## وصلات خارجية
- الموقع الرسمي